# Claus Rautenstrauch

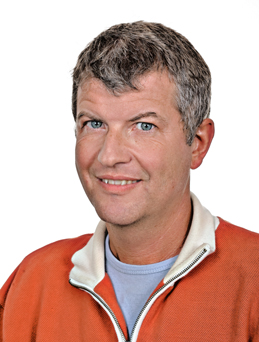
Claus Rautenstrauch, 2008 in Magdeburg, Deutschland

Claus Rautenstrauch (* 21. Februar 1961 in Elmshorn; † 26. November 2008 in Burg (bei Magdeburg)) war ein deutscher Wirtschaftsinformatiker.

## Leben
Nach dem Studium der Informatik  mit Nebenfach Betriebswirtschaftslehre in Dortmund arbeitete er dort ab 1988 als wissenschaftlicher Mitarbeiter und bis 1992 auch in Münster, Wien und Konstanz. 1992 promovierte er in Wirtschafts- und Sozialwissenschaften an der Technischen Universität Dortmund mit der Arbeit Integration Engineering – ein Vorschlag zur Erweiterung des Software Engineering für betriebliche Anwendungssysteme. Danach war er wissenschaftlicher Assistent an der Westfälischen Wilhelms-Universität Münster, bis er 1995 einen Lehrauftrag für Produktionslogistik an der Wirtschaftsuniversität Wien erhielt. Im selben Jahr habilitierte er sich an der Westfälischen Wilhelms-Universität Münster mit der Habilitationsschrift Fachkonzept für ein Produktions- und Recyclingplanungs- und -steuerungssystem (PRPS-System) Venia legendi für Wirtschaftsinformatik. 1996 erhielt er eine Vertretungs-Professur für Informationsmanagement an der Universität Konstanz und schließlich wurde er 1997 Professor für Wirtschaftsinformatik an der Otto-von-Guericke-Universität Magdeburg.

## Wirken
An der Otto-von-Guericke-Universität in Magdeburg baute er den Studiengang Wirtschaftsinformatik auf und beteiligte sich in Syrien am Aufbau einer deutsch-syrischen Universität, der Wadi German Syrian University (WGSU), die 2005 mit je einer Fakultät für Informatik und Wirtschaft startete. In Kuba war er am Aufbau von Studiengängen zu Wirtschafts- und Umweltinformatik beteiligt.
An der Universität Magdeburg gründete und leitete er das SAP Hochschulkompetenzzentrum (HCC) und das Very Large Business Applications Lab (VLBA Lab).

## Schriften (Auswahl)
- Claus Rautenstrauch: Effiziente Gestaltung von Arbeitsplatzsystemen : Konzepte und Methoden des persönlichen Informationsmanagements. Reading Verlag, Bonn; Addison-Wesley-Longman, Massachusetts, 1997, ISBN 3-8273-1000-8
- Claus Rautenstrauch, Thomas Schulze: Informatik für Wirtschaftswissenschaftler und Wirtschaftsinformatiker : mit 40 Tabellen. Springer Verlag, Berlin, Heidelberg, New York, Hongkong, London, Mailand, Paris, Tokio, 2002, ISBN 3-540-41155-0
- Claus Rautenstrauch, Mahmoud Moazzami: Effiziente Systementwicklung mit ORACLE : ein Handbuch für die Praxis des Anwendungsentwicklers. Reading Verlag, Bonn, München; Menlo Park, Massachusetts; Addison-Wesley, California, New York, Don Mills, Ontario, Wokingham, Amsterdam, Sydney, Singapore, Tokyo, Madrid, San Juan. 1990, ISBN 3-89319-281-6
- Claus Rautenstrauch: Betriebliche Umweltinformationssysteme : Grundlagen, Konzepte und Systeme ; mit 8 Tabellen. Springer Verlag, Berlin, Heidelberg, New York, Barcelona, Hongkong, London, Mailand, Paris, Singapur, Tokio, 1999, ISBN 3-540-66183-2
- Sebastian Herden, Jorge Marx Gómez, Claus Rautenstrauch, André Zwanziger: Software-Architekturen für das E-Business. Springer Verlag, Berlin, 2006, ISBN 3-540-25821-3